# Javier Navarro Velasco
Javier Luis Navarro Velasco (Nuevo Laredo, Tamaulipas; 29 de junio de 1958) es un político y abogado mexicano, miembro del partido Movimiento Ciudadano. Desde el 20 hasta el 28 de noviembre de 2023 ejerció como encargado de despacho de la gubernatura del estado de Nuevo León.

## Primeros años
Javier Luis Navarro Velasco nació el 29 de junio de 1958 en Nuevo Laredo, México. Estudió la licenciatura en ciencias jurídicas en la Universidad Regiomontana de 1975 a 1979. Fue catedrático del Instituto de Especialización Jurídica. Fundó su propio despacho de abogados en 1980 y en 1990 estableció el bufete de abogados «Navarro Velasco y Asociados». Desde 1995 es socio de la firma Baker & McKenzie.

## Secretario general de gobierno de Nuevo León
El 4 de octubre de 2021, fue nombrado Secretario general de gobierno del Estado de Nuevo León por el gobernador Samuel García.
En noviembre de 2022, el Congreso del Estado de Nuevo León aprobó el inicio de un juicio político en contra de Javier Navarro Velasco debido a que no había cumplido con su deber de publicar los decretos aprobados por el Congreso, impidiendo que estos entraran en vigor. En respuesta, el gobernador Samuel García interpuso una controversia constitucional ante la Suprema Corte de Justicia de la Nación para impedir el desafuero de su secretario de gobierno. Navarro Velasco justificó su actuación afirmando que la ley no le pone un tiempo límite para publicar los decretos del Congreso, sino que sólo le pide que los emita «sin demora». En junio de 2023, la Suprema Corte le ordenó a Samuel García y a Javier Navarro Velasco publicar los decretos del Congreso estatal para que estos pudieran entrar en vigor.

## Encargado de despacho de la gubernatura de Nuevo León
En medio de la crisis política local en octubre de 2023, el gobernador Samuel García solicitó licencia de su cargo por seis meses, efectiva a partir del 2 de diciembre de 2023, para competir en las elecciones presidenciales de 2024 y pidió que su vacancia fuera cubierta por Javier Navarro Velasco. El Congreso del Estado de Nuevo León aceptó la licencia de García, pero designó al presidente del Tribunal Superior de Justicia, Arturo Salinas Garza, como gobernador interino del estado a partir de que la licencia de García entrase en vigor. Samuel García impugnó la designación de su suplente y acusó que el nombramiento de Salinas Garza era «ilegal» y una «imposición del Congreso».
El 13 de noviembre, el ministro de la Suprema Corte de Justicia de la Nación, Javier Laynez Potisek, anuló provisionalmente los nombramientos de Javier Navarro Velasco y de Arturo Salinas Garza, y pidió al Congreso de Nuevo León designar a un nuevo gobernador interino.
El 20 de noviembre, Samuel García decidió tomar licencia de su cargo amparándose en que la ley lo faculta a dejar la gubernatura hasta por 45 días sin necesidad de aprobación del Congreso. Su ausencia fue cubierta por Javier Navarro Velasco en calidad de encargado de despacho durante una semana, hasta el retorno de García a la gubernatura el 28 de noviembre.
El 1 de diciembre, jueces otorgaron amparos que permitirían a Javier Navarro ser nuevamente el encargado de despacho, sin embargo, horas más tarde la Suprema Corte de Justicia de la Nación ratificó a Enrique Orozco como gobernador interino.